# Port lotniczy Foz do Iguaçu
Port lotniczy Foz do Iguaçu (IATA: IGU, ICAO: SBFI) – port lotniczy położony w Foz do Iguaçu, w stanie Parana, w Brazylii.